# Icius inhonestus
Icius inhonestus är en spindelart som beskrevs av Eugen von Keyserling 1878. Icius inhonestus ingår i släktet Icius och familjen hoppspindlar. Inga underarter finns listade i Catalogue of Life.